# Blue Max (Band)
Blue Max ist eine deutsche Rechtsrock-Band aus Schwarzach (Baden-Württemberg).

## Bandgeschichte
Die Gruppe wurde 2002 aus einer Bierlaune heraus gegründet. Nach einigen Namensfindungsversuchen kam man auf Blauer Max, den deutschen Namen für einen der höchsten preußischen Verdienstorden Pour le Mérite. Um den Namen nicht mit dem ähnlichen Begriff Strammer Max zu verwechseln, wählte man die englische Bezeichnung Blue Max. Erste Konzerte auf privaten Feiern machten die Gruppe im Neckar-Odenwald-Kreis bekannt.
Im April 2003 nahm Blue Max die erste CD Skinhead Street Rock auf, die von der Band selbst und der Zeitschrift Rock Nord vermarktet wurde. Zwischen 2003 und 2004 entstand die Website der Band, die ihren Teil zur Vermarktung beitrug. Mit neuer Besetzung entstand das Album Von uns für euch. Diese Besetzung zerbrach kurz nach der Veröffentlichung des Albums. Etwa zwei Jahre suchte die Gruppe nach Ersatz, dann wurde die dritte CD United über das Plattenlabel Moloko Plus veröffentlicht. Mit der ungarischen Band Arrow Cross entstand 2007 eine Split-CD unter dem Titel German-Hungarian Friendship. 2009 wurde mit der kroatischen Skinhead-Band Big Ed & KG23 und den finnischen Strong Survive eine weitere Split-CD aufgenommen.

## Ideologie
Blue Max versteht sich als nationale Band. Sie waren sowohl auf der ersten Projekt Schulhof-CD – die entstandenen CDs wurden dann von Freien Kameradschaften auf ebendiesen verteilt – als auch auf der Neuauflage der 2009er Schulhof-CD der NPD vertreten. Die Gruppe verfasst vor allem Texte in der Schnittmenge zwischen rechtsextremer Ideologie und allgemein gesellschaftskritischen Texten. Das Lied auf der Schulhof-CD der NPD hat den Überwachungsstaat als Thema, während 23, das Lied von der ersten Schulhof-CD die gängige Verschwörungstheorie über den Illuminatenorden aufgreift und mit Antiamerikanismus verbindet.
Mitglieder der Gruppe sind in weiteren rechtsextremen Bands wie Strafbataillon, Oi-Rebellen und der nationalsozialistischen Band Kategorie 18 (die 18 steht als Szenekürzel für AH = Adolf Hitler) vertreten.
Ein Indizierungsantrag des Landesamts für Verfassungsschutz Baden-Württemberg für die CD Skinhead Street Rock wurde von der Bundesprüfstelle für jugendgefährdende Medien abgelehnt. Die Gruppe tritt auf Wahlkampfveranstaltungen der NPD und im benachbarten Ausland auf diversen Veranstaltungen aus dem Rechtsrock-Milieu auf.
Am 20. Februar 2010 wurde die Band bei einem kroatischen Festival von der Polizei verhaftet und vorübergehend festgehalten. Das Konzert wurde von den kroatischen Behörden auf eine Anzeige der „Jungen Antifaschisten Zagrebs“ hin verboten. Im Konzertsaal befanden sich zahlreiche nationalsozialistische Symbole.

## Diskografie

### Alben
- Skinhead Street Rock (2003)
- …von uns für euch… (2004)
- United (2006)
- Back to the Boots (2010)

### Sonstige Veröffentlichungen
- German-Hungarian Friendship (Split-CD mit Arrow Cross, 2008)
- Vinlandic-German-Croatian Strike-Force (Split-CD mit Big Ed & KG23 und Strong Survive, 2009)
- Vinlandic-German-Croatian Strike-Force Teil 2 (Split-CD mit Big Ed & KG23 und Strong Survive, 2010)